# Ernst Hugo Heinrich Pfitzer
Ernst Hugo Heinrich Pfitzer (1846-1906) was een Duits botanicus en orchideeënspecialist.
Pfitzer was hoogleraar in de plantkunde aan de Universiteit van Heidelberg in Duitsland en directeur van de Botanischer Garten, waar hij een collectie orchideeën huisvestte.
Hij was een overtuigd aanhanger en verdediger van de taxonomisch systeem van Linnaeus (1707-1778). In 1871 begon hij een correspondentie met Darwin (1809-1882) over onder meer adaptieve aanpassingen in epifytische planten.
In zijn werken over orchideeën plaatste hij Diandrae als meest primitieve groep voor Monandrae, waarmee zijn classificatie duidelijk een fylogenetische visie weergeeft.
In 1886 beschreef hij het orchideeëngeslacht Paphiopedilum, waarvan hij de naam ontleende aan Paphos, een stad op het eiland Cyprus, en van het Oudgriekse podilon (schoen), naar de vorm van de bloemlip. Twee jaar later beschreef hij de geslachten Eulophidium, afkomstig uit tropisch Afrika en Madagaskar, en Scaphosepalum. In 1903 herziet hij Phragmipedium, die hij opdeelt in vijf secties, en ook  Paphiopedilum.

## Eponiemen
Het orchideeëngeslacht Pfitzeria is door Karlheinz Senghas naar hem vernoemd.